# Eupithecia montana
Eupithecia montana är en fjärilsart som beskrevs av William Schaus 1913. Eupithecia montana ingår i släktet Eupithecia och familjen mätare. Inga underarter finns listade i Catalogue of Life.